# Heksenberg
Der Heksenberg ist ein Sandhügel und ein Stadtviertel (niederländisch buurt) im Norden der niederländischen Stadt Heerlen.

## Geographie
Der Heksenberg (bis 1930 auch Hessenberg genannt) ist ein wohl im Tertiär entstandener und im Quartär überformter Sandhügel. Im Prinzip handelt es sich hierbei um eine alte Düne, die nahe dem einstigen Delta der tertiären Vorläufer von Rhein und Maas. 

### Lage
Der Heksenberg ist ein vor allem aus sandigen Sedimenten bestehender Hügel, der sich im Norden Heerlens beziehungsweise im Süden der Brunssumer Heide befindet und bis um 1950 nur teilweise bewohntes und kultiviertes Heideland blieb. Er befindet sich im Übergangsbereich der nordwestmitteleuropäischen Tiefebene zum rheinischen Schiefergebirge.

### Höhe
Die Höhe des Heksenberges beträgt 116 Meter über dem mittleren Amsterdamer Pegel. Damit ist er eine der höheren Erhebungen auf dem Territorium der heutigen Niederlande.

## Geschichte
Der Heksenberg ist heute über Heerlens Grenzen hinaus vor allem unter Radsportfreunden ein Begriff. Im berühmten Eintagesrennen Amstel Gold Race war der Heksenberg über einige Jahre der Schlussanstieg, an dem mehrfach die rennentscheidenden Attacken gefahren wurden. Die Geschichte des Heksenbergs und des gleichnamigen Ortsteils geht allerdings mindestens 4000 Jahre zurück ins Neolithikum (Jungsteinzeit).

### Prähistorische Besiedlung
Etwa 2000 Jahre v. Chr. siedelten bereits sesshafte Ackerbauern und Handwerker im Bereich um den Heksenberg. Darauf lassen archäologische Funde schließen, worunter sich steinerne Waffen und Werkzeuge, aber auch Tonscherben aus der Jungsteinzeit (Neolithikum) befinden. Die Zuordnung zu einer bestimmten Kultur ist noch nicht abschließend geklärt. Allerdings sind im Raum Heerlen diverse Spuren prähistorischer Besiedlung entdeckt worden, so dass am wahrscheinlichsten von verschiedenen Gruppen oder Kulturen zu unterschiedlichen Zeiten ausgegangen werden kann. 

### Antike Blüte
Der Raum Heerlen ist hinsichtlich der Zeit, in der die Römer dieses Gebiet beherrschten, gut erforscht. Viele Villen (villae rusticae) sind rund um das Zentrum Heerlen (Coriovallum) belegt. Die Römer legten auch die für ihre Kampagnen gegen Germanien bedeutende Heerstraße von Heerlen nach Xanten am Niederrhein an. Der heutige Heerenweg (von Heerlen am Heksenberg vorbei nach Brunssum) entspricht im Verlauf weitestgehend der historischen Heerstraße. Nicht endgültig belegt, aber durchaus wahrscheinlich ist eine Schlacht zwischen Römern und Chatten (Hessen) entlang der Heerstraße vor den Toren Heerlens (oder Coriovallums).

### Mittelalterliche Besiedlung
Auch in karolingischer Zeit ist die Gegend rund um den Heksenberg bewohnt gewesen. Wiederum sind Tonscherben und die Reste von Töpferöfen wichtige Zeugnisse, die das Bild einer auf Handwerk und Landwirtschaft basierenden Siedlung widerspiegeln. 
Im späteren Mittelalter wurde in einem damals noch sumpfigen Gebiet zwischen dem bereits erwähnten Heerenweg und der heutigen Bockstraat ein befestigter Platz. Hier lebte die Familie Roebroek. Im Namen, ist „-broek“ wohl ein Hinweis auf die Lage des Platzes im Sumpf (Bruch; niederländisch: „broek“). Das Leyenhoes, wie man das Anwesen nannte, wurde 1918 abgerissen.

### Der Heksenberg in der Neuzeit
In neuerer Zeit ist der Heksenberg nicht mehr nur als geomorphologisches Gebilde oder sagenumwobener Ort bekannt, sondern entwickelte sich zudem zu einem der heutigen Ortsteile der Stadt Heerlen. 
1889 lebten rund um den Heksenberg nach einer Volkszählung genau 193 Einwohner, die sich über die Weiler und Flecken Heerenweg (44 Einwohner), Roebroek (30 Einwohner), Heidehoven (65 Einwohner) sowie Prons oder Pronsebroek (54 Einwohner).
Während des Ersten Weltkrieges litten die Niederlande unter einem Mangel an Kohle zur Energieversorgung. Um 1917 begann man daher mit dem Abbau von Braunkohle im Tagebaubetrieb. Außerdem wurde der Steinkohlenbergbau intensiviert. Infolgedessen entstand bis 1925 auch das Bergwerk Oranje Nassau IV (ON-IV). Für beide Industrien wurden zahlreiche Arbeitskräfte benötigt, wodurch sich auch die Bautätigkeit entwickelte und die Einwohnerzahl vom Ortsteil Heksenberg deutlich erhöhte. So entstand auch bald eine Kirche und mit ihr eine neue Kirchengemeinde. Um 1940 begann man mit der planmäßigen Erschließung und dem Bau des Ortsteils Maria-Christinawijk im Stile einer Gartenstadt (niederländisch: „Tuinstadt“). Ende der 1950er Jahre folgte zur Versorgung der wachsenden Siedlung das heutige Einkaufszentrum und Geschäftszentrum.

### Kirche und Gemeinde

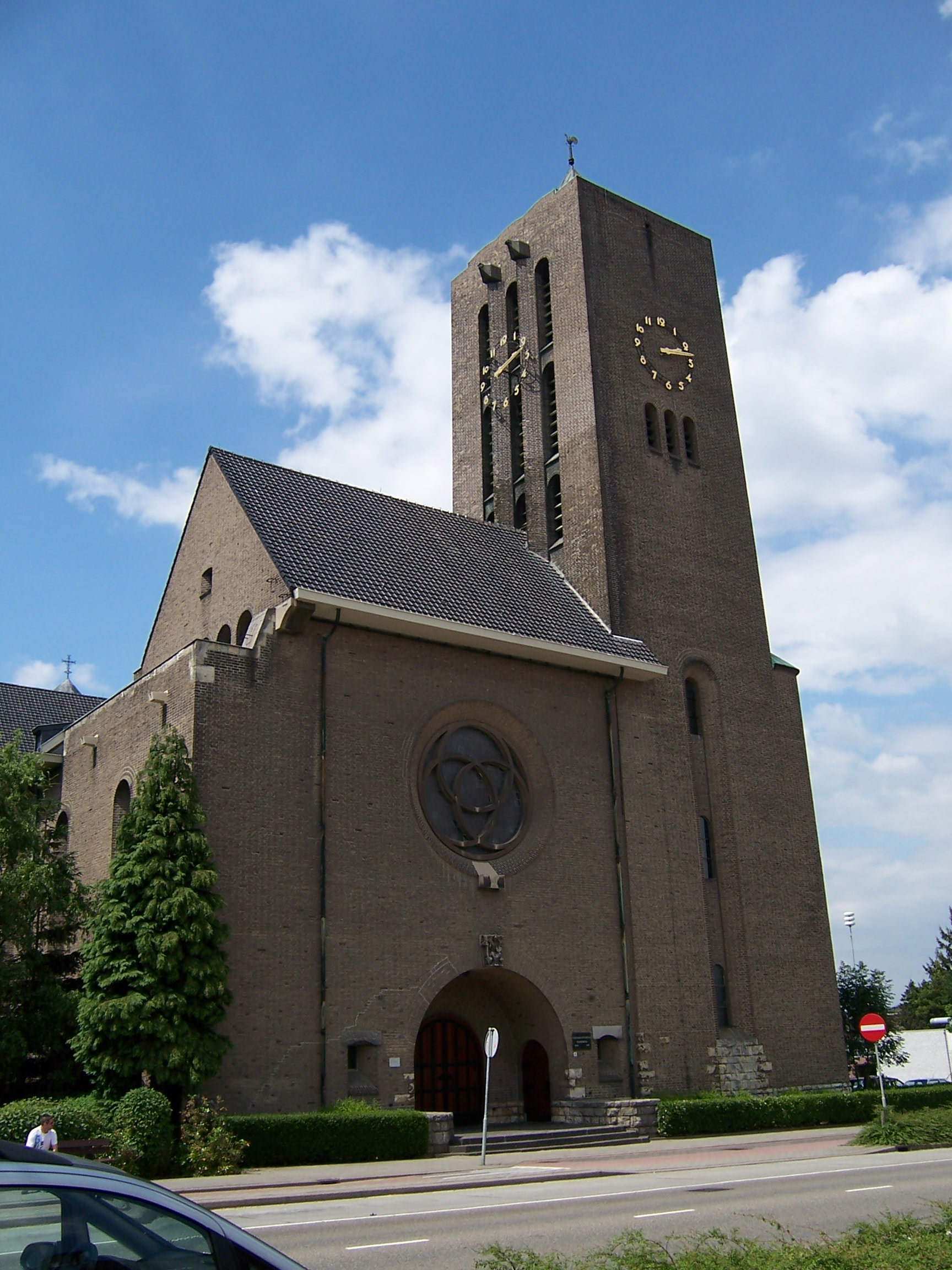
Gerardus Majella Kirche Heksenberg

Im Jahr 1931 wurde der  Kaplan Honee, Pfarrer der Cornelius-Gemeinde zu Heerlerheide, mit dem Aufbau der neuen Kirchengemeinde Heksenberg beauftragt, die am 18. April 1937 mit der Grundsteinlegung für eine neue Kirche besiegelt wurde. Bereits im Folgejahr, am 18. Juli 1938 wurde die Kirche geweiht und diente fortan als Gotteshaus für die Kirchengemeinde Heksenberg. Die Klais-Orgel mit 32 Registern wurde 1940 eingeweiht. Als Schutzheiliger wurde der Heilige Gerhard Majella zum Namensgeber der Kirche, die der Architekt Alphons Boosten entworfen hatte. Die Kirche gilt als eines seiner bedeutendsten Bauwerke. Seither dienten die folgen Herren als Seelsorger beziehungsweise als Gemeindepfarrer:
- 1932–1940: G.M.E.A. Honee
- 1940–1962: G.A.H.W. Luchtmann
- 1962–1968: J.J.M.A. Riemersma
- 1968–1983: F.F.H. Wietz
- 1983–1997: F.J. Klein
- seit 1997: T.C.F. van Galen

## Zur Herkunft und Bedeutung des NamensHeksenberg
Der Legende nach soll die Bezeichnung Heksenberg auf einen angeblich dort begrabenen germanischen Stammesführer zurückzuführen sein. 
Eine Legende um den Heksenberg berichtet von einem schweren Kampf zwischen römischen Legionären und einer großen Gruppe Chatten (Hessen), einem ursprünglich aus dem Bereich des heutigen Hessens stammenden germanischen Volksstamm. Diese beteiligten sich um 69 n. Chr. am Bataveraufstand unter der Führung des Iulius Civilis. Die Bataver, die im Gebiet der späteren Niederlande ansässig waren, sollen ein nach inneren Konflikten abgespaltener und ausgewanderter, früherer Teil der Chatten gewesen sein. In den sogenannten Chattenkriegen kam es zwischen 83 und 85 n. Chr. zu größeren Auseinandersetzungen zwischen römischen Truppen unter Heerführer Domitian und den Chatten. Im Zusammenhang mit dem Putsch des Saturninus 89 n. Chr. gegen Domitian kam es erneut zu Kämpfen zwischen Römern und Chatten, gelegentlich als Zweiter Chattenkrieg Domitians bezeichnet. Im Zuge eines der Gefechte sei der Anführer der Chatten gefallen und anschließend auf dem Schlachtfeld begraben worden. Die Legende berichtet, dass nun alle stammesangehörigen Männer einen Helm voll Sand auf das Grab des Fürsten schütteten, wodurch der Hügel entstanden sei. Freilich ist dies nach geologischen Erkenntnissen eine Mär. Die Geschichte von der Schlacht zwischen Römern und Chatten hingegen ist als potenziell realistisch einzuschätzen, aber mit letzter Sicherheit für den Ort selbst nicht zu belegen.
Neben dem Heksenberg soll auch der Roodebeek (Roter Bach), der nahe dem Heksenberg in Richtung Norden fließt, seinen Namen von besagter Schlacht haben, da angeblich das Blut der vielen Opfer das Wasser des Baches rot eingefärbt haben soll.
Die endgültige Klärung der Herkunft des Namens Heksenberg wie auch der Grund für die Namensänderung um 1930 liegt bis dato noch im Dunkel der Geschichte.